# Cléry-le-Petit
Cléry-le-Petit è un comune francese di 198 abitanti situato nel dipartimento della Mosa nella regione del Grand Est.

## Società

### Evoluzione demografica
Abitanti censiti